# Philip Arnold Subira Anyolo

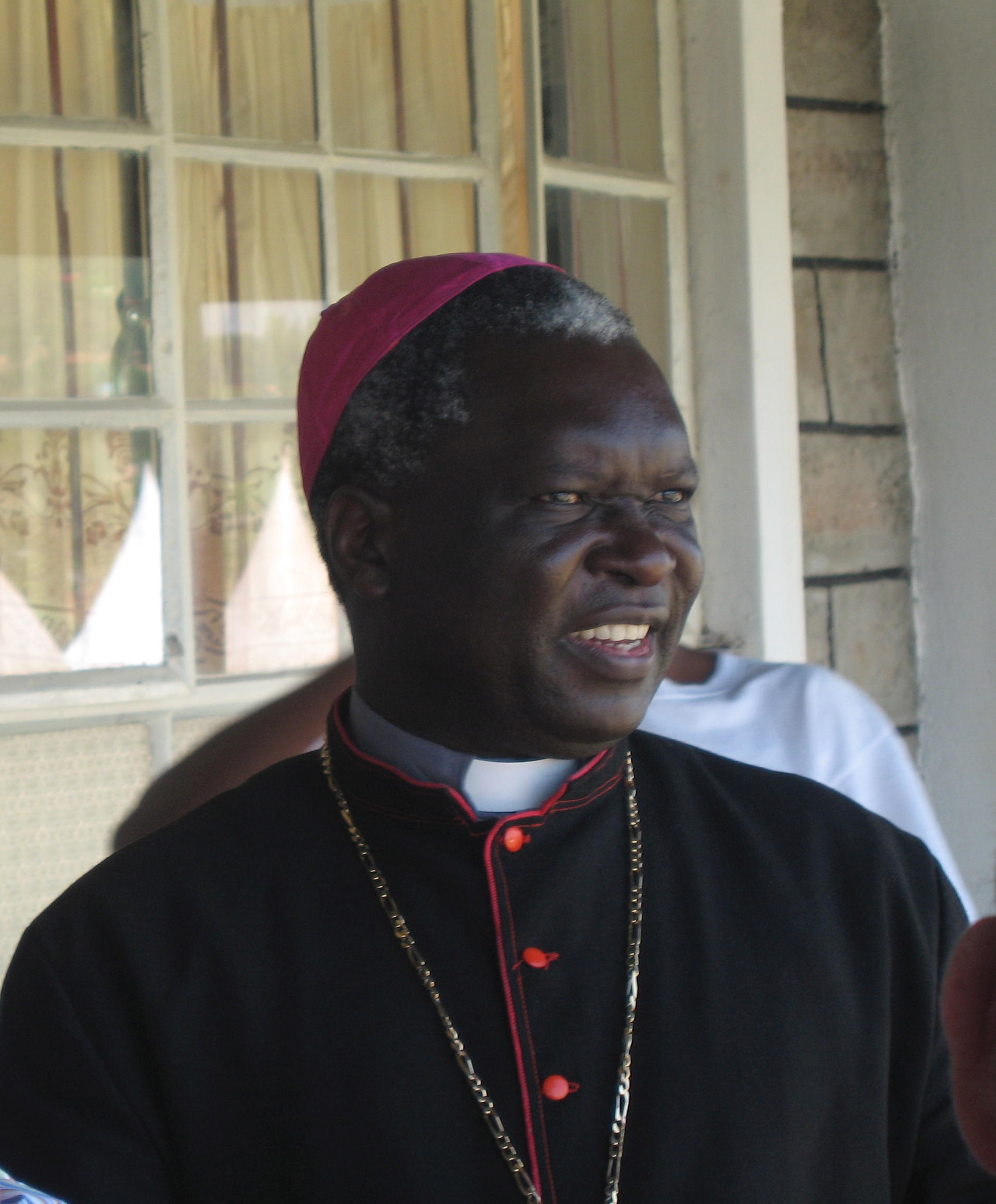
Philip Anyolo als Bischof von Homa Bay (2013)

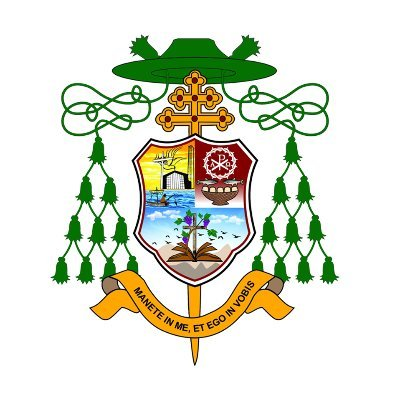
Wappen als Erzbischof von Nairobi (seit 2021)

Philip Arnold Subira Anyolo (* 18. Mai 1956 in Tongaren) ist ein kenianischer Geistlicher und römisch-katholischer Erzbischof von Nairobi.

## Leben
Philip Arnold Subira Anyolo empfing am 15. Oktober 1983 die Priesterweihe. Er wurde 1993 an der Universität Innsbruck zum Doktor der Theologie promoviert.
Papst Johannes Paul II. ernannte ihn am 6. Dezember 1995 zum ersten Bischof des mit gleichem Datum errichteten Bistums Kericho. Die Bischofsweihe spendete ihm der Kardinalpräfekt der Kongregation für die Evangelisierung der Völker, Jozef Tomko, am 3. Februar des nächsten Jahres; Mitkonsekratoren waren Maurice Michael Kardinal Otunga, Erzbischof von Nairobi und Militärbischof von Kenia, und Cornelius Kipng’eno Arap Korir, Bischof von Eldoret.
Am 22. März 2003 wurde Anyolo zum Bischof von Homa Bay ernannt und am 23. Mai desselben Jahres in das Amt eingeführt.
Papst Franziskus ernannte ihn am 15. November 2018 zum Erzbischof von Kisumu. Die Amtseinführung fand am 12. Januar des folgenden Jahres statt. Am 28. Oktober 2021 ernannte ihn Papst Franziskus zum Erzbischof von Nairobi. Die Amtseinführung fand am 20. November desselben Jahres statt.
Anyolo ist derzeit Vorsitzender der kenianischen Bischofskonferenz. Nach der Veröffentlichung von Fiducio supplicans machte er bekannt, dass die Segnung von homosexuellen Partnerschaften in Nairobi verboten ist.